# Дон Кихот (опера)
Дон Кихот (фр. Don Quichotte) — героическая комедия в пяти актах французского композитора Жюля Массне. Французское либретто Анри Каэна. Как и многие другие произведения, главным действующим лицом которых является Дон Кихот, опера Массне лишь отталкивается от сюжета и персонажей знаменитого романа Сервантеса. Непосредственным источником либретто в данном случае является пьеса французского поэта Жака ле Лоррена «Рыцарь печального образа», которая шла в Париже в 1904 году. Массне начал писать оперу в 1909 году, когда из-за ревматических болей композитор оказался прикован к постели. Сочинение «Дон Кихота» стало по словам Массне своего рода лекарством от болезни. Ради этого занятия он отложил неоконченную оперу «Вакх». Массне отождествлял себя с героем своей «героической комедии», поскольку сам был влюблен в певицу Люси Арбель, которая исполнила на премьере роль Дульсинеи. Роль Дон Кихота была написана специально для русского певца Фёдора Шаляпина, с которым у Массне сложились дружеские отношения. Финал оперы оказался печально пророческим для композитора. Во время написания оперы Массне было 67 лет, и через два года он умер. Премьера оперы состоялась 19 февраля 1910 года в опере Монте-Карло. Постепенно опера завоевала широкое признание в театрах всего мира.

## Действующие лица
| Прекрасная Дульсинея                   | контральто       |
| Дон Кихот                              | бас              |
| Санчо Панса                            | баритон          |
| Хуан, поклонник Дульсинеи              | тенор            |
| Родригес                               | тенор            |
| Педро (травести)                       | сопрано          |
| Гарсиа (травести)                      | сопрано          |
| Двое слуг                              | баритоны         |
| Атаман разбойников и четыре разбойника | разговорные роли |
| Горожане, гости Дульсинеи, разбойники  |                  |

## Либретто

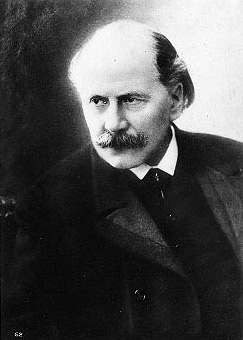
Жюль Массне

### Акт первый. Площадь перед домом прекрасной Дульсинеи
Перед домом Дульсинеи в праздничный день собралась толпа поклонников её красоты. Четверо из них: Хуан, Родригес, Педро и Гарсиа, поют серенаду. На балконе появляется Дульсинея. Она рассуждает о том, что быть любимой только за красоты недостаточно (ария Дульсинеи «Quand la femme a vingt ans»). Хуан и Родригес обсуждают слова Дульсинеи. Внезапно толпа взрывается рукоплесканиями. На площадь выезжают Дон Кихот и его оруженосец Санчо Панса. В ответ на приветствия толпы, жалобы нищих Дон Кихот приказывает Санчо раздать все деньги из кошелька нуждающимся. Толпа в восторге. Постепенно все расходятся. Дон Кихот посылает воздушные поцелуи Дульсинее, красота которой также пленила старого рыцаря. Санчо просит отпустить его в ближайшую таверну и, заручившись согласием господина, уходит. Наступают сумерки. Дон Кихот поет серенаду (ария Дон Кихота «Quand apparaissent les étoiles»). На площадь возвращается поклонник Дульсинеи Хуан и пытается затеять ссору. Но Дон Кихот сначала заканчивает серенаду, а затем достает меч. Начинается поединок. Из дому выбегает Дульсинея и останавливает сражающихся. Конечно же она предпочитает старому рыцарю юного красавца Хуана. Но, тронутая верностью Дон Кихота, обещает свою благосклонность, если тот вернет ей ожерелье, похищенное разбойниками. Возвращается толпа, и Дульсинея при всех повторяет своё обещание. Дон Кихот счастлив и отправляется на поиски ожерелья.

### Акт второй. В сельской местности
Туманное утро. Дон Кихот сочиняет любовную поэму в честь своей дамы Дульсинеи. Сопровождающий его Санчо пытается убедить господина, что Дульсинея смеется над ним, и никакого ожерелья и разбойников не существует (ария Санчо «Quand je sens les nodosites»). Дон Кихот с возмущением опровергает доводы Санчо. На горизонте показываются очертания ветряных мельниц. Дон Кихот, принимая их за великанов, набрасывается на крылья мельниц и повисает, застряв в одном из них. Санчо зовет на помощь.

### Акт третий. В горах Сьерры
Дон Кихот считает, что нашёл следы, ведущие в логово разбойников. Санчо умоляет его вернуться, но Дон Кихот непреклонен. Наступает ночь. Санчо засыпает. Дон Кихот стоит на страже. Внезапно действительно появляются разбойники. Дон Кихот атакует их, но вскоре терпит поражение. Разбойники разводят костер, чтобы сжечь пленника. Но Дон Кихот смело отвечает им и объясняет, что служит прекрасной даме (ария «Je suis le chevalier errant»). Потрясенные силой духа и благородством старого рыцаря разбойники освобождают его и возвращают похищенное ожерелье. Дон Кихот будит Санчо, который проспал все эти события, и они трогаются в обратный путь.

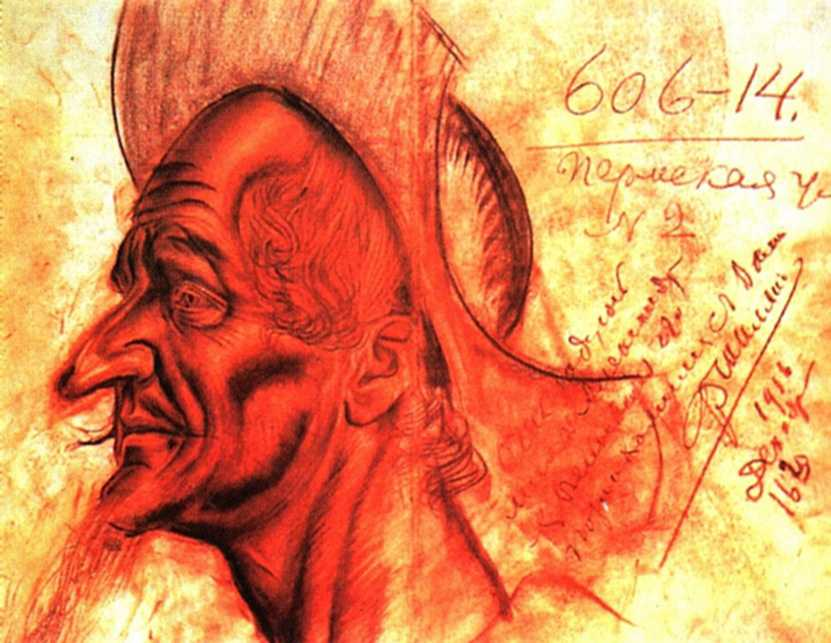
Александр Яковлев. Фёдор Шаляпин в роли Дон Кихота

### Акт четвертый. Сад возле дома Дульсинеи
У Дульсинеи бал. Гости танцуют и веселятся. Хозяйка как всегда окружена поклонниками. Но она не веселится. Дульсинея тоскует о настоящей рыцарской любви, готовой на подвиги ради любимой (ария «Ne pensons qu’au plaisir d’aimer»). Гости пытаются развлечь её, но безуспешно. Звонят к обеду, и все уходят в дом. Входит Санчо. Он требует доложить хозяйке о прибытии рыцаря. Два лакея высмеивают его. Входит Дон Кихот. Санчо просит у него награды за верную службу. Дон Кихот заявляет, что как только его мечта о женитьбе на Дульсинее осуществится, он осыплет своего оруженосца богатствами, подарит остров. Возвращается Дульсинея с гостями. Они готовы посмеяться над незадачливым рыцарем, но все умолкают, когда Дон Кихот торжественно возвращает Дульсинее ожерелье. Рыцарь требует выполнения обещания — Дульсинея должна стать его женой. В ответ на это Дульсинею охватывает истерический хохот. Она объясняет, что их договор был только шуткой. Мечты о рыцарской любви — всего лишь красивые слова. На самом деле она создана совсем для другой жизни и вовсе не является тем идеалом, которым представляется Дон Кихоту (ария «Oui, je souffre votre tristesse, et j’ai vraiment chagrin à vous désemparer»). Гости смеются над рыцарем. Им гневно отвечает Санчо (ария «Riez, allez, riez du pauvre idéologue») и призывает Дон Кихота бросить это общество негодяев и бродить по свету, бороться с низостью, платить добром за зло. Дон Кихот и Санчо уходят.

### Акт пятый. В дремучем лесу
Ясная звездная ночь. Санчо ухаживает за смертельно больным Дон Кихотом. Рыцарь, вспоминая, что обещал подарить оруженосцу остров, говорит, что дарит ему самое дорогое, что у него есть — Остров грез (ария «Prends cette île»). Ему кажется, что звезды горят ярче, он слышит голос Дульсинеи. Копье выпадает из рук Дон Кихота. Рыцарь без страха и упрека умер.

## Дискография
- Массне. Дон Кихот. М. Кангалович, Б. Калеф, М. Васильевич, О. Милошевич, Н. Янчич, Д. Старк. Дирижёр Оскар Данон / Белградская Опера 1960
- Массне. Дон Кихот. Н. Гяуров, Г. Бакье, Р. Креспен, М. Комман. Дирижёр Казимеж Корд / LONDON 1979
- Массне. Дон Кихот. М. Бачелли, М. Зятькова, Р. Скандьюцци, А. Вернес. Дирижёр Яп ван Зведен / Амстердам Concertgebouw 1.4.2006